# Cebolla Fuentes de Ebro

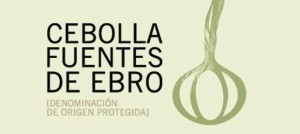
Logotipo D.O. Cebolla Fuentes de Ebro.

La Denominación de Origen Protegida D.O.P Cebolla Fuentes de Ebro es el nombre que reciben las cebollas cultivadas, elaboradas, almacenadas y envasadas en 6 municipios de la zona de Fuentes de Ebro (Zaragoza, España), y que son de la variedad Cebolla Dulce de Fuentes, también llamada Cebolla Blanca gruesa de Fuentes, inscrita en el Catálogo Común de Variedades de Especies de Plantas Hortícolas.
La aprobación de la normativa específica de la denominación de origen protegida Cebolla Fuentes de Ebro fue publicada en noviembre de 2010 en el Boletín Oficial de Aragón.
Estos 6 municipios son:
- Fuentes de Ebro
- Mediana de Aragón
- Osera de Ebro
- Pina de Ebro
- Quinto
- Villafranca de Ebro

## Descripción
La Cebolla Fuentes de Ebro se caracteriza por tener un color externo blanco-paja, capas internas blancas y por su textura tierna, crocante y muy jugosa, debido a su elevado contenido en agua, pero principalmente destaca por ser una cebolla suave, digestiva, de escaso picor y con ausencia o leve retrogusto en boca.
Entre sus amplias virtudes destaca, en cocina, por ser excepcional para su disfrute en ensalada y por caramelizar sin necesidad de añadir azúcar por su dulzor natural; eso la hace ser una de las hortalizas preferidas de consumidores y cocineros, además de ser ideal para el consumo por parte de los niños.
La etiqueta con el logotipo de la Denominación de Origen Protegida garantiza que está consumiendo la auténtica Cebolla Fuentes de Ebro, producida en la zona geográfica delimitada y que cumple con los máximos parámetros de calidad, pasando unos estrictos controles tanto en el campo como en las empresas comercializadoras.
Se pueden identificar diferentes tipos de etiquetas, bien en cada cebolla unitaria o en los envases.
Sabor suave, escaso picor, capas interiores muy tiernas y suculentas, que una vez ingerida no permanezca su retrogusto en la boca. Tiene el tallo grueso, forma globosa redondeada por la raíz y ligeramente alargada hacia el cuello, coloración externa blanco-paja y las túnicas interiores blancas, carnosas y crocantes.
Además el contenido de agua de las cebollas dulces es superior a la de otras cebollas, por ello son más suaves y tiernas al comerlas, consumiéndose preferentemente en fresco.

## Composición y cultivo
Las cebollas dulces son cultivadas en tierras con bajas cantidades de azufre, por lo que suelen tener niveles de ácido pirúvico inferiores a 5,5 mmoles/l frente a las cebollas de almacenamiento (cebolla común o no dulce) que generalmente alcanzan 10–13 mmoles/l.
Estos complejos sulfurosos son los que causan las lágrimas, el picor y la indigestión, la cebolla dulce al poseer menor cantidad no pica ni es indigesta.
Las cebollas a comercializar con el distintivo D.O.P. Cebolla Fuentes de Ebro se han de cultivar en los 6 municipios nombrados y deben cumplir los requisitos estipulados en la normativa específica de esta denominación. Se cultiva en unas 150 hectáreas en la zona de huerta de los ríos Ginel y Ebro, con una producción estimada de entre 40.000 y 50.000 kilos por cada una de ellas. Se encuentran en el mercado desde el inicio de su recolección, a finales de julio, hasta finales de diciembre/enero.
El 31 de enero de 2011 se realizó la presentación oficial de la Denominación de Origen Protegida Cebolla Fuentes de Ebro.
Las primeras con este sello de calidad salieron al mercado en julio de 2011.

## Origen
El origen del cultivo de esta cebolla en el término municipal de Fuentes de Ebro y sus alrededores se remonta a los primeros asentamientos romanos, que construyeron un sistema de riegos. Con la llegada de los musulmanes se mejoró el uso del agua mediante la construcción de una extensa red de acequias desde los azudes hasta los campos de la comarca. En Fuentes de Ebro aún se conserva este sistema de riego de origen árabe.